# Lypha maculipennis
Lypha maculipennis är en tvåvingeart som beskrevs av Aldrich 1926. Lypha maculipennis ingår i släktet Lypha och familjen parasitflugor. Inga underarter finns listade i Catalogue of Life.